# A14 (Италија)
|
|
|
|
|
|
|
|
|

Ауто-пут А14 (итал. Autostrada A14 или Autostrada Adriatica) је ауто-пут у Италији који се протеже већим делом Јадранске обале Апенинског полуострва. Почиње од Болоње, па иде кроз Форли и Римини и Бари до Таранто.